# Morice Abraham
Morice Michael Abraham (Tabata, 13 agosto 2003) è un calciatore tanzaniano, centrocampista svincolato della nazionale tanzaniana.

## Carriera

### Club
Abraham ha iniziato la carriera calcistica in Tanzania con l'Alliance School. Il 13 settembre 2021 è stato acquistato dallo Spartak Subotica con cui ha firmato un contratto quadriennale. Ha esordito in prima squadra il 28 novembre nell'incontro di Superliga perso per 3-0 contro la Stella Rossa.
Nel settembre 2023 è stato ceduto in prestito al Novi Sad.

### Nazionale
Ha giocato nella nazionale tanzaniana Under-17.
Ha debuttato con la nazionale maggiore tanzaniana il 28 giugno 2023 giocando titolare l'incontro di qualificazione per la Coppa d'Africa 2023 vinto 1-0 contro il Niger. È stato successivamente incluso nella lista dei convocati per la Coppa d'Africa 2023.

## Statistiche

### Presenze e reti nei club
Statistiche aggiornate al 13 gennaio 2023.
| Stagione        | Squadra          | Campionato      | Campionato | Campionato | Coppe nazionali | Coppe nazionali | Coppe nazionali | Coppe continentali | Coppe continentali | Coppe continentali | Altre coppe | Altre coppe | Altre coppe | Totale | Totale | Totale |
| Stagione        | Squadra          | Comp            | Pres       | Reti       | Comp            | Pres            | Reti            | Comp               | Pres               | Reti               | Comp        | Pres        | Reti        | Pres   | Reti   |        |
| --------------- | ---------------- | --------------- | ---------- | ---------- | --------------- | --------------- | --------------- | ------------------ | ------------------ | ------------------ | ----------- | ----------- | ----------- | ------ | ------ | ------ |
| 2021-2022       | Spartak Subotica | SL              | 5          | 0          | CS              | 0               | 0               |                    | -                  | -                  |             | -           | -           | 5      | 0      |        |
| 2022-2023       | Spartak Subotica | SL              | 15         | 0          | CS              | 2               | 0               |                    | -                  | -                  |             | -           | -           | 17     | 0      |        |
| 2023-2024       | Novi Sad         | 1L              | 2          | 1          | CS              | 0               | 0               |                    | -                  | -                  |             | -           | -           | 2      | 1      |        |
| Totale carriera | Totale carriera  | Totale carriera | 22         | 1          |                 | 2               | 0               |                    | -                  | -                  |             | -           | -           | 24     | 1      |        |

### Cronologia presenze e reti in nazionale
| Cronologia completa delle presenze e delle reti in nazionale ― Tanzania | Cronologia completa delle presenze e delle reti in nazionale ― Tanzania | Cronologia completa delle presenze e delle reti in nazionale ― Tanzania | Cronologia completa delle presenze e delle reti in nazionale ― Tanzania | Cronologia completa delle presenze e delle reti in nazionale ― Tanzania | Cronologia completa delle presenze e delle reti in nazionale ― Tanzania | Cronologia completa delle presenze e delle reti in nazionale ― Tanzania | Cronologia completa delle presenze e delle reti in nazionale ― Tanzania |
| Data                                                                    | Città                                                                   | In casa                                                                 | Risultato                                                               | Ospiti                                                                  | Competizione                                                            | Reti                                                                    | Note                                                                    |
| ----------------------------------------------------------------------- | ----------------------------------------------------------------------- | ----------------------------------------------------------------------- | ----------------------------------------------------------------------- | ----------------------------------------------------------------------- | ----------------------------------------------------------------------- | ----------------------------------------------------------------------- | ----------------------------------------------------------------------- |
| 18-6-2023                                                               | Miburani                                                                | Tanzania                                                                | 1 – 0                                                                   | Niger                                                                   | Qual. Coppa d'Africa 2023                                               | -                                                                       | 60’                                                                     |
| 18-11-2023                                                              | Marrakech                                                               | Niger                                                                   | 0 – 1                                                                   | Tanzania                                                                | Qual. Mondiali 2026                                                     | -                                                                       | 91’ 97’                                                                 |
| 21-11-2023                                                              | Miburani                                                                | Tanzania                                                                | 0 – 2                                                                   | Marocco                                                                 | Qual. Mondiali 2026                                                     | -                                                                       | 55’                                                                     |
| 17-1-2024                                                               | San-Pédro                                                               | Marocco                                                                 | 3 – 0                                                                   | Tanzania                                                                | Coppa d'Africa 2023 - 1º turno                                          | -                                                                       | 46’                                                                     |
| 21-1-2024                                                               | San-Pédro                                                               | Zambia                                                                  | 1 – 1                                                                   | Tanzania                                                                | Coppa d'Africa 2023 - 1º turno                                          | -                                                                       | 59’                                                                     |
| 24-1-2024                                                               | Korhogo                                                                 | Tanzania                                                                | 0 – 0                                                                   | RD del Congo                                                            | Coppa d'Africa 2023 - 1º turno                                          | -                                                                       | 86’                                                                     |
| Totale                                                                  |                                                                         | Presenze                                                                | 6                                                                       |                                                                         | Reti                                                                    | 0                                                                       |                                                                         |